# Patrick van Aanholt
Patrick John Miguel van Aanholt (ur. 29 sierpnia 1990 w Den Bosch) – holenderski piłkarz grający na pozycji lewego obrońcy. W latach 2013–2021 reprezentant Holandii. Uczestnik Mistrzostw Europy 2020.

## Kariera
Zawodnik pochodzi z Curacao. Van Aanholt karierę rozpoczynał w drużynie FC Den Bosch U19. 1 lipca 2005 przeszedł do młodzieżowej drużyny PSV Eindhoven.
Do Chelsea przeniósł się 1 lipca 2007 roku. 
Po raz pierwszy został wypożyczony 7 sierpnia 2009 roku do Coventry City. 29 stycznia 2010 roku został ponownie wypożyczony, tym razem do Newcastle United na zasadzie wypożyczenia, skąd powrócił już 28 lutego.
26 stycznia 2011 roku w zimowym okienku transferowym Van Aanholt został wypożyczony po raz trzeci, tym razem do Leicester City. W angielskim klubie rozegrał dwanaście spotkań i strzelił jednego gola. Do swojego macierzystego klubu wrócił w maju 2011 roku.
Po trzech miesiącach, po raz kolejny udał się na wypożyczenie. Jego nowym klubem był Wigan Athletic.
Do Chelsea powrócił 6 stycznia 2012 roku, a już 17 stycznia van Aanholt udał się wraz z Tomasem Kalasem i Uliesem Davilą do Vitesse na wypożyczenie do końca sezonu 12/13.
Wypożyczenie Holendra zostało przedłużone i 11 lipca Van Aaanholt powrócił do Vitesse na sezon 13/14. Debiut w sezonie 13/14 miał miejsce w meczu z drużyną Petrolul Ploeszti w Lidze Europejskiej UEFA.
30 czerwca 2014 roku Van Aanholt powrócił do Chelsea.
25 lipca 2014 na zasadzie transferu przeszedł do Sunderlandu.

## Kariera klubowa
Karierę piłkarską rozpoczął w PSV Eindhoven. W 2007 roku przeszedł do Chelsea, w której początkowo występował w drużynie młodzików i rezerw. 7 sierpnia 2009 został wypożyczony do Coventry City. W nowym zespole zadebiutował dwa dni później w wygranym 2:1 meczu z Ipswich Town. Szybko wywalczył miejsce w podstawowej jedenastce i regularnie grał w pierwszym składzie. Jedynym meczem w którym pojawił się na boisku z ławki rezerwowych był pojedynek z Middlesbrough, kiedy to na początku drugiej połowy zmienił Isaaca Osbournea. Ostatni raz w barwach Coventry wystąpił 28 grudnia 2009 w przegranym 0:2 spotkaniu z Nottingham Forest.
Okres jego wypożyczenia skończył się 31 grudnia 2009. W połowie stycznia 2010 wystąpił w meczu rezerw Chelsea z Wolverhampton Wanderers, zaś kilka dni później po raz pierwszy otrzymał powołanie na spotkanie pierwszego zespołu. Został desygnowany na pojedynek pucharu Anglii z Preston North End, w którym jednak nie zagrał. Pod koniec stycznia został wypożyczony do końca lutego do Newcastle United. W nowym zespole zadebiutował w pojedynku z Leicester City, w którym miał najlepszą okazję do zdobycia zwycięskiego gola, ale jego strzał obronił bramkarz rywali. Łącznie w barwach Newcastle United  rozegrał siedem meczów, po czym powrócił do Chelsea FC. Po raz pierwszy wystąpił w niej 24 marca w spotkaniu z Portsmouth, zmieniając w drugiej połowie Jurija Żyrkowa. Później zagrał także w pojedynku z Aston Villa, a w sezonie 2009/2010 wraz z londyńskim klubem zdobył mistrzostwo Anglii.
15 września 2010 roku van Aanholt zadebiutował w Lidze Mistrzów UEFA, grając w wygranym 4:1 meczu z MŠK Žilina. Tydzień później wystąpił w spotkaniu Pucharu Ligi Angielskiej z Newcastle United, w którym strzelił swojego pierwszego gola dla Chelsea. 26 stycznia 2011 roku został wypożyczony do końca sezonu do Leicester City F.C.. Rozegrał w nim 12 ligowych meczów, zdobył także jedną bramkę – strzelił gola w wygranym 4:0 spotkaniu z Burnley. 31 sierpnia 2011 roku został wypożyczony do końca sezonu 2011/2012 do Wigan Athletic. W nowym zespole nie wywalczył miejsca w podstawowym składzie – zagrał jedynie w czterech meczach i w styczniu 2012 roku powrócił do Chelsea FC. Koniec sezonu 2011/2012 spędził na wypożyczeniu w Vitesse. W lipcu 2012 potwierdzono, że van Aanholt pozostanie na wypożyczeniu w holenderskim klubie przez kolejny rok.
29 stycznia 2017 roku przeszedł za 14 milionów do Crystal Palace. 
28 lipca 2021 roku na zasadzie wolnego transferu przeszedł do Galatasaray SK.